# Antoine Jouteau
Antoine Jouteau, né le 24 juin 1975 à Cholet (Maine-et-Loire), est un chef d'entreprise français. Il est PDG de la plateforme Leboncoin. 
De 2015 à août 2022, il a occupé la fonction de directeur général du groupe Leboncoin, filiale d'Adevinta. De 2022 à 2024, il occupait le poste de PDG d'Adevinta, maison mère du boncoin. 
En octobre 2024, il est nommé CEO de Adevinta France.
Antoine Jouteau est également président de l'European Tech Alliance (EUTA).

## Biographie

### Études
Après avoir obtenu son baccalauréat au lycée pilote innovant international à Poitiers en 1993, il suit les classes préparatoires économiques et commerciales au Lycée Camille-Guérin dans la même ville. Il poursuit ses études avec un master en marketing à SKEMA Business School, puis obtient un DESS en marketing à l’université Paris-Dauphine en 1998,,.

### Expériences professionnelles

#### Débuts professionnels
Il commence sa carrière dans des groupes informatiques et de télécommunications (dont Compaq, IBM ou encore TDF), puis anime, de 2001 à 2009, le service marketing de la régie pagesjaunes.fr,.

#### Chez leboncoin
Il rejoint Leboncoin en février 2009 pour prendre en charge le marketing et le plan de développement au sein de l'entreprise. La société n’a alors que 3 ans d'ancienneté et compte 5 employés en tout — contre 1 400 en 2020. En 2013, il est nommé directeur général adjoint chargé du marketing et des ventes, puis, lors du départ d'Olivier Aizac, directeur général du groupe Leboncoin en janvier 2015,,,,. 
Le 15 septembre 2016, Antoine Jouteau célèbre les 10 ans de leboncoin aux côtés du président de la République alors en fonction, François Hollande,.
En octobre 2024, il est nommé CEO de Adevinta France.

#### Chez Adevinta
Antoine Jouteau est nommé président de la branche française de Schibsted en janvier 2015. En 2019, lorsque Schibsted engendre Adevinta, une entreprise dédiée qui héberge ses marchés en ligne, dont Leboncoin, Antoine Jouteau est également nommé président d'Adevinta France.
Le 15 août 2022, il prend la direction du groupe Adevinta.

## Distinctions
Il est élevé au rang de chevalier de l'ordre national du Mérite par décret le 19 mai 2018. 
En 2019, il est nommé « personnalité e-commerce de l’année » lors de la treizième édition des trophées e-commerce[pertinence contestée].